# The Thirteenth Girl
The Thirteenth Girl è un cortometraggio muto del 1915 diretto da Theodore Marston.

## Produzione
Il film fu prodotto dalla Vitagraph Company of America (come Broadway Star Features).

## Distribuzione
Distribuito dalla General Film Company, il film - un cortometraggio in tre bobine - uscì nelle sale cinematografiche statunitensi il 25 dicembre 1915.